# Roland Mitoraj
Roland Mitoraj, né le 5 février 1940 à Bourges, était un footballeur français évoluant au poste de défenseur.

## Biographie
Roland Mitoraj commence sa carrière professionnelle à l'AS Saint-Étienne. Il reste 12 saisons dans ce club, remportant cinq titres de champion de France.
Roland Mitoraj joue ensuite en faveur du Paris-Saint-Germain, avant de terminer sa carrière aux Girondins de Bordeaux. Au total, il dispute 273 matchs en Division 1, 39 matchs en Division 2 et 10 rencontres en Ligue des Champions (à l'époque Coupe d'Europe des Clubs Champions).
Roland Mitoraj reçoit trois sélections en équipe de France entre 1967 et 1968. Il dispute son premier match avec les bleus le 17 septembre 1967, lors d'un match face à la Pologne comptant pour les éliminatoires de l'Euro 1968.

## Carrière

### Joueur
- 1958-1970 :  AS Saint-Étienne
- 1970-1972 :  Paris-Saint-Germain
- 1972-1974 :  Girondins de Bordeaux

### Entraîneur
- 1974-1976 :  AS Aix-en-Provence

## Palmarès
- 3 sélections en Équipe de France A entre 1967 et 1968
- Champion de France en 1964, 1967, 1968, 1969 et 1970 avec l'AS Saint-Étienne
- Vainqueur de la Coupe de France en 1968 et 1970 avec l'AS Saint-Étienne
- Vainqueur du Challenge des Champions en 1967, 1968 et 1969 avec l'AS Saint-Étienne
- Champion de France de Division 2 en 1971 avec le PSG